# Vuelo 217 de Pan Am
El vuelo 217 de Pan Am era un vuelo entre Nueva York y Caracas que cayó al mar durante su aproximación y descenso al Aeropuerto Internacional de Maiquetía Simón Bolivar, la noche del 12 de diciembre de 1968. Cincuenta y una personas a bordo murieron en este accidente.

## Aeronave
La aeronave empleada en el vuelo 217 era un Boeing 707-321B, llamado Clipper Malay, avión frecuentemente usado en Pan Am.

## Pasajeros notables
- Olga Antonetti, Miss Venezuela 1962, que viajaba con su pequeña hija, Liliana Dugarte Antonetti.
- Rafael Antonio Curra, pionero de los estudios oceanográficos en Venezuela.
- Mariela Zambrano, diplomática y políglota venezolana que regresaba a Venezuela después de culminar pasantía en la Organización de las Naciones Unidas.

## Última comunicación con Maiquetía
El vuelo 217 despegó del Aeropuerto John F. Kennedy de Nueva York en horas de la tarde. Cuando el avión se acercaba a Caracas en la noche, a las 11:02 p. m. (hora de Venezuela) desapareció del radar de control de tráfico aéreo de Maiquetía. A partir de ese momento se realiza una llamada a la Armada Naval de Venezuela para buscar la aeronave.
Los restos del Boeing 707 fueron encontrados a 18,3 km de la costa, en Maiquetía. No hubo supervivientes entre los 51 ocupantes del avión.

## Causas del accidente
La causa del accidente fue atribuida al error del piloto, por una ilusión óptica creada por las luces de la ciudad en una pendiente ascendente del parque nacional El Ávila, lo que causó la caída al mar y posterior explosión del avión.

## Reseña televisiva
Este accidente fue reseñado en el micro Historia de accidentes aéreos en Venezuela del canal Globovisión, el 23 de febrero de 2008, con motivo del accidente del vuelo 518 de Santa Bárbara Airlines.

## Reseña biográfica
El libro "The Lost Lives of the Clipper Malay" documenta la biografía de cada uno de los pasajeros y miembros de la tripulación del vuelo Pan Am 217. 

## Similitud con el vuelo 253 de Aeropostal
EL 27 de noviembre de 1956 el vuelo 253 de Aeropostal, un Lockheed Super Constellation L-1049, se estrelló en la ladera occidental de la Silla de Caracas, matando a 25 personas a bordo. Al igual que el vuelo 217 la tripulación del vuelo 253 calculó mal la aproximación y descenso a Maiquetía, además de volar con malas condiciones meteorológicas al momento del accidente.